# Victoriapithecidae
Victoriapithecidae es una familia extinta de primates catarrinos que habitó en África durante el Mioceno. Esta familia es a veces clasificada como subfamilia de la familia Cercopithecidae

## Clasificación
Se han descritos tres géneros:
- Noropithecus
- Prohylobates
- Victoriapithecus